# Illa de Manus
L'Illa de Manus és una illa que forma part de la província de Manus al nord de Papua Nova Guinea i és l'illa més gran de les Illes de l'Almirallat. És la cinquena major de les illes de Papua Nova Guinea amb una superfície de 2.100 km², mesurant al voltant de 100 km x 30 km. Està coberta de selva, que es pot descriure com a bosc humit tropical de terres baixes.

## Geografia
El punt més alt de l'illa de Manus és el mont Dremsel a 718 metres d'altitud al centre de la costa sud. Manus és d'origen volcànic i probablement va sorgir de la superfície de l'oceà a finals del Miocè, fa 8-10 milions d'anys. El substrat de l'illa és volcànic i probablement va irrompre a la superfície oceànica a finals del Miocè, fa 8-10 milions d'anys. El substrat de l'illa és directament volcànic o de corall calcari. L'illa de Manus té una població d'uns 43.387 habitants segons el cens del 2000. Aquí es troba la capital de la província de Manus, Lorengau. L'aeroport de Momote, terminal de Manus, està situat a prop de l'illa de Los Negros. Un pont connecta Los Negros i la ciutat principal de Lorengau. A més de la seva població resident, els sol·licitants d'asil han estat reubicats des d'Austràlia entre 2001-2004 i des del 2012.

## Història
La primera observació registrada de l'illa Manus per part dels europeus va ser de l'explorador espanyol Álvaro de Saavedra a bord del trinquet "Florida" el 15 d'agost de 1528, mentre intentava tornar a Nova Espanya des de les illes Maluku. Saavedra va envoltar l'illa de Manus i possiblement va aterrar a l'illot de Murai al sud-oest. Murai es va trobar habitat i alguns indígenes van sortir amb canoes atacant amb fletxes. Tres d'aquests homes van ser capturats pels espanyols i van ser retornats per Saavedra a la mateixa illa en el seu segon intent de tornar a Amèrica del Nord l'any següent. Manus Island ha estat mapada com a "Urays la Grande" o Great Urays, que és probablement una projecció de Murai per significar el gran que era Murai.
A la Segona Guerra Mundial, l'illa de Manus va ser un lloc d'observació ocupat per la secció núm. 4, escamot 'B', 1a companyia independent de la Força Imperial d'Austràlia, que també proporcionava tractament mèdic als habitants. Manus va ser bombardejat per primera vegada pels japonesos el 25 de gener de 1942, sent el mestre principal de la ràdio el principal objectiu. El 8 d'abril de 1942, una força imperial japonesa formada pel creuer lleuger Tatsuta, el destructor Mutsuki i un vaixell de transport de tropes Mishima Maru van entrar al port de Lorengau i diversos centenars de soldats japonesos de la 8a divisió especial de la força base van assolar l'illa amb mandat australià. Els australians immensament superats es van retirar a la jungla.
Més tard, el 1942, el Japó va establir una base militar a l'illa de Manus. Va ser atacat per les forces dels Estats Units a la campanya de les Illes de l'Almirallat de febrer-març de 1944. Una base naval aliada es va establir al port de Seeadler a l'illa i posteriorment va donar suport a la flota del Pacífic britànic.
El 1950-51 el govern australià va dur a terme els darrers judicis contra crims de guerra japonesos a l'illa. Un cas conegut va ser el de Takuma Nishimura, que es va enfrontar a un tribunal militar australià. Ja havia estat jutjat per un tribunal militar britànic en relació amb la massacre de Sook Ching a Singapur i condemnat a cadena perpètua. Mentre estava a escala a Hong Kong, va ser interceptat per la policia militar australiana. Es van presentar proves que Nishimura havia ordenat disparar soldats australians i indis ferits en la massacre de Parit Sulong i retirar els cossos perquè no quedés rastre de proves. En aquest judici va ser declarat culpable i penjat l'11 de juny de 1951.
L'antropòloga nord-americana Margaret Mead va viure a l'illa de Manus abans i després de la guerra i va fer comptes detallats a Growing up in New Guinea i New Lives for Old ("Growing Up in New Guinea" i "New Lives for Old Men").

## Centre de detenció
Austràlia va construir un centre de processament regional a l'illa de Manus el 2001 com a part del seu assentament al Pacífic. L'últim intern d'aquest període va ser Aladdin Sisalem, que va romandre intern solitari des del juliol del 2003 fins que finalment li van concedir asil a Austràlia el juny del 2004. L'agost del 2012, el govern australià en una polèmica notícia va anunciar que renovaria el procediment. El novembre de 2012 va reprendre el trasllat dels sol·licitants d'asil a l'illa Manus.
La decisió del govern de reprendre el processament en territori estranger la va oposar a l'oposició política interna dels Verds, i la controvertida decisió del govern australià el juliol del 2015 de denunciar abusos al centre de detenció va motivar el personal a iniciar una campanya per desobediència civil. El 26 d'abril de 2016, el Tribunal Suprem de Papua Nova Guinea va dictaminar que la detenció de sol·licitants d'asil a l'illa de Manus era il·legal.